# Aonyx
Aonyx là một chi động vật có vú trong họ Chồn, bộ Ăn thịt. Chi này được Lesson miêu tả năm 1827. Loài điển hình của chi này là Aonyx delalandi Lesson, 1827 (= Lutra capensis Schinz, 1821) by subsequent designation (Palmer, 1904).

## Các loài
Chi này gồm các loài:
- Rái cá không vuốt châu Phi, Aonyx capensis
- Rái cá không vuốt Cameroon, Aonyx congicus

## Hình ảnh

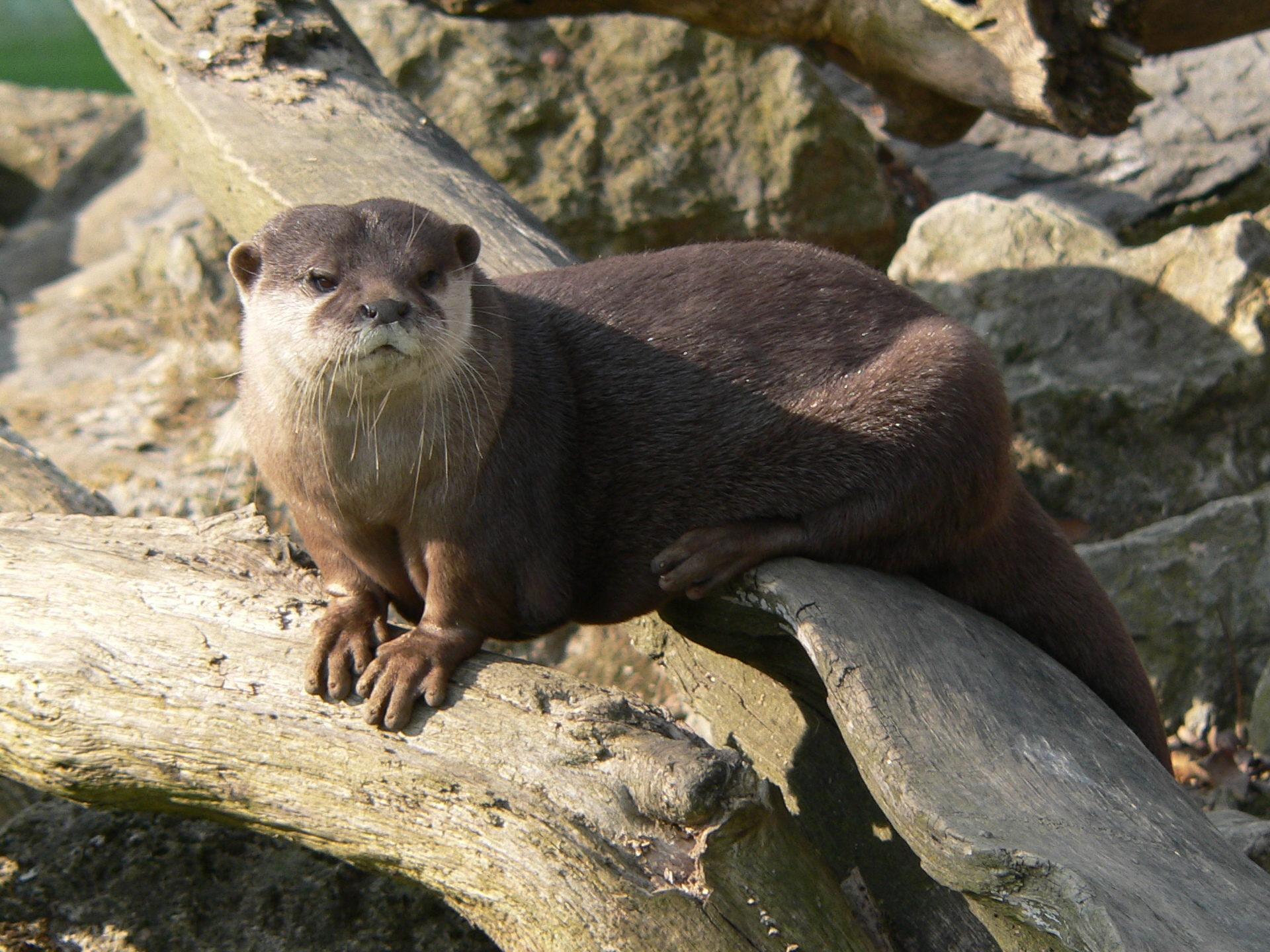
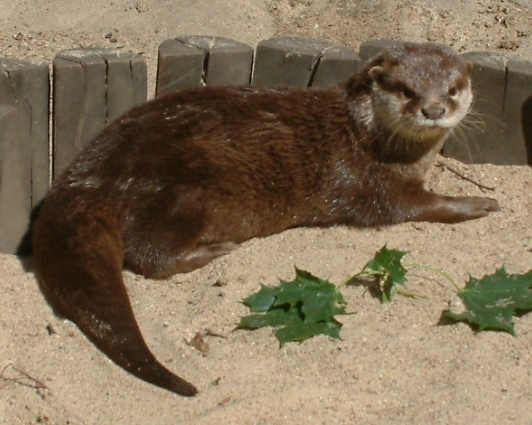